# Derby Industrial Museum
Il Derby Silk Mill, precedentemente noto come Derby Industrial Museum, è un museo industriale e storico che si trova a Derby, in Inghilterra. Il museo è situato dentro nel Lombe's Mill, una storica filanda che segna l'estremità meridionale della Derwent Valley Mills, sito di interesse mondiale. 

## Storia
Tra il 1717 e il 1721 George Sorocold costruì la prima filanda al mondo per i fratelli Lombe, accanto al fiume Derwent, per ospitare le macchine che dovevano "raddoppiare" o torcere i fili di seta.
Lombe si era ispirato ad alcuni meccanismi simili presenti nello stesso periodo in Piemonte, ma aveva perfezionato i meccanismi e li aveva trasposti su scala industriale: se tradizionalmente l'arcolaio era stato utilizzato per la produzione di piccole quantità di filo di seta dentro le case delle anziane donne, le nuove macchine di grandi dimensioni erano in grado di produrre quantità molto maggiori di seta e divennero ben presto una seria concorrenza per le vecchie filande del continente. Queste macchine però richiedevano grandi edifici e una notevole fonte di potenza: una ruota idraulica mossa dalla corrente del fiume sul lato occidentale della filanda permise alle macchine di sostenere un massiccio carico di lavoro.
John Lombe morì nel 1722 in circostanze misteriose: si crede sia stato avvelenato da un killer italiano, assoldato dalla concorrenza. Il suo fratellastro, Sir Thomas Lombe Knt., morì il 2 giugno 1739 lasciando i suoi beni alla vedova e le loro due figlie. La vedova Elizabeth per 2.800 sterline cedette il contratto di locazione della filanda, che sarebbe durato altri 64 anni, a Richard Wilson di Leeds. Questi rimase a Leeds lasciando il funzionamento dello stabile ai soci William e Samuel Lloyd, entrambi commercianti di Londra, con Thomas Bennet come manager stipendiato, guadagnando tramite una percentuale dei profitti.
La filanda era una delle attrazioni turistiche di Derby e fu visitata anche da James Boswell nel settembre del 1777. ma nel tempo non tutti i visitatori rimasero favorevolmente impressionati dalle condizioni. Torrington rilevò il "calore, la puzza ed il rumore", Frederick William Fairholt nel 1835 rimase esterrefatto per l'aspetto malaticcio dei bambini poveri. Lo storico William Hutton, che fu fra i dipendenti, ne avrebbe ricordato le lunghe ore, i bassi salari e le percosse; il lavoro cessava solo durante la siccità, gelo estremo o per problemi con la fornitura di seta, anche se ferie (non ufficiali) scattarono durante le elezioni ed i derby del mese di agosto 1748.

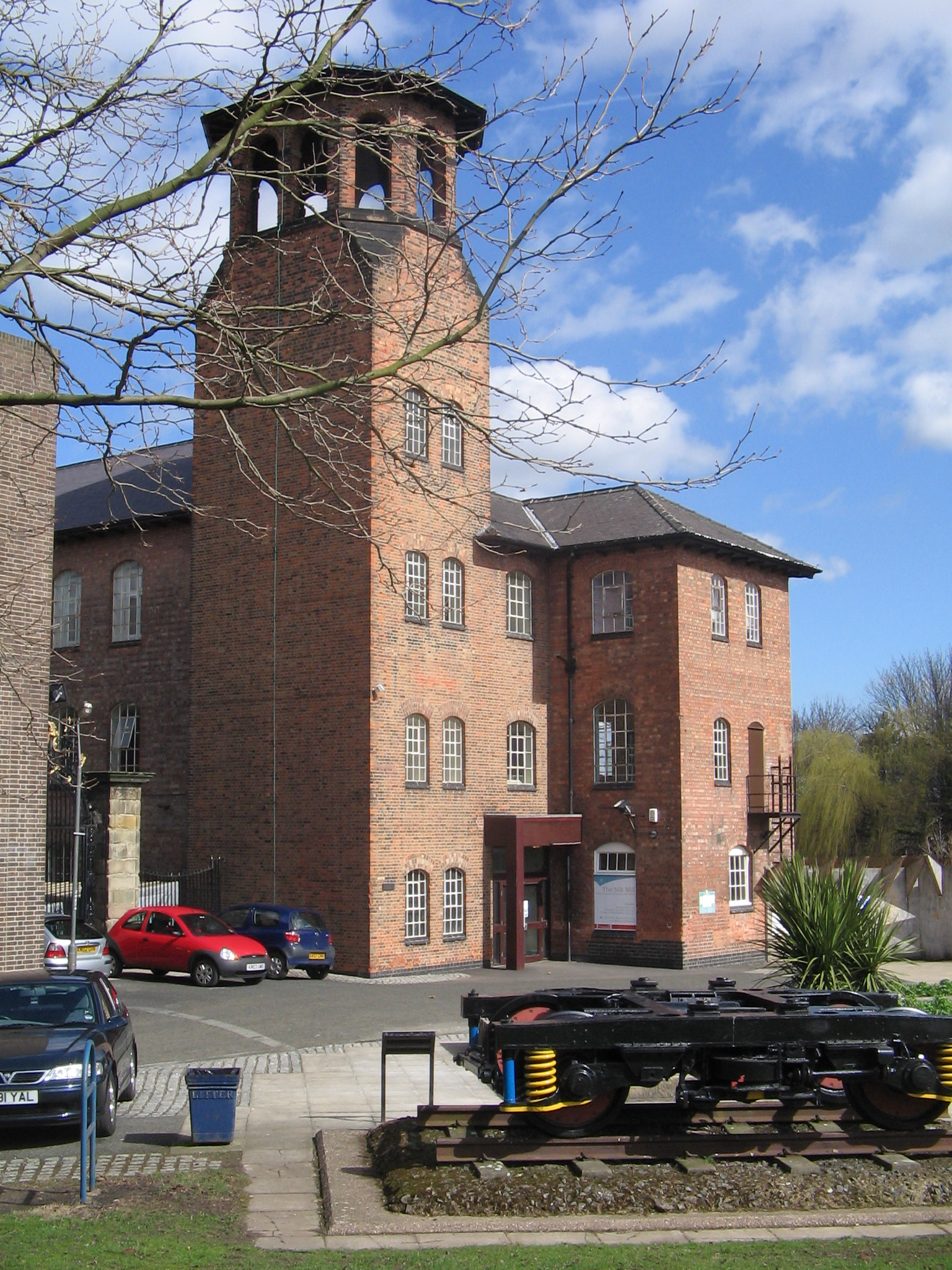
Ingresso

La collaborazione tra Wilson e Lloyd si concluse nel 1753 con una causa: Lloyd rimase in possesso del palazzo e dei macchinari. Nel 1765 Thomas Bennet acquistato i locali ma trascurò l'edificio durante gli anni di recessione e per la concorrenza degli altri mulini a Derby e Cheshire.
Lamech Swift divenne il subaffittuario nel 1780 pagando un canone annuo di sette sterline alla Corporazione e 170 a Thomas Wilson, fratello di Richard e William. Nonostante una lite con la Corporazione per la riparazioni degli argini del fiume nel 1781, continuò a gestire la filanda fino a quando il contratto di locazione scadde nel 1803. In quell'anno la Corporazione mise sul mercato il contratto di locazione per una durata di 60 anni e nell'annuncio si riporta che le "opere italiane" sono ancora in uso.
Il novembre 1833 vide l'inizio dei disordini industriale a Derby che avrebbero portato alla formazione del Grand National Trades Union nel febbraio 1834. La filanda di Taylor non era al centro della controversia, anche se egli era uno dei datori di lavoro che non accettava di assumere qualsiasi lavoratore iscritto al sindacato. Entro la metà di aprile 1834 Taylor riferì che due terzi dei suoi macchinari erano in funzione e molti dei suoi ex lavoratori avevano richiesto di essere reintegrati. Secondo il "Derby Mercury" alcuni degli ex sindacalisti non furono più in grado di trovare un nuovo lavoro a Derby: questo evento è ricordato da una marcia organizzata dal Derby Trades Union Council ogni anno nel fine settimana prima della Festa dei lavoratori.

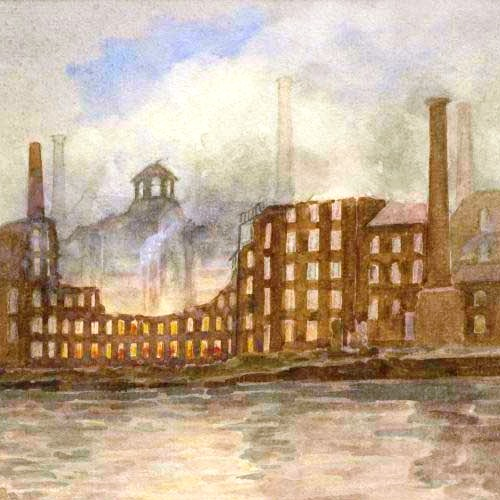
Acquarello di Alfred John Keene sull'incendio del 1910.

La famiglia di Taylor rimase in possesso della fabbrica fino al 1865, quando il fallimento li costrinse a vendere le loro macchine e liquidare: il "Derby Mercury" di quell'anno pubblicizzò molte vendite di filande, il che fa supporre il settore avesse avuto un tracollo; questo accadeva già quattro anni prima del trattato di Cobden con la Francia che si dice abbia effettivamente distrutto l'industria britannica della seta.
Il lungo fil rouge con la produzione della seta si concluse verso il 1908 quando qui si trasferirono F.W. Hampshire and Company, the Chemists, per produrre nei locali carta moschicida e farmaci antitosse. Il 5 dicembre 1910 alle cinque del mattino un incendio scoppiò nell'adiacente mulino Sowter Bothers e presto inghiottì anche l'ex filanda: la parete est crollò nel fiume e tutto il palazzo rimase sventrato. Grazie ai grandi sforzi fatti dai Vigili del Fuoco Comunali e dalla Midland Railway Company si salvò il guscio della torre e con i contorni delle porte che portavano in origine ai cinque piani del palazzo. L'edificio è stato ricostruito alla stessa altezza ma con tre piani invece di cinque ed è rimasto così.
Durante il 1920 il palazzo passò di proprietà all'Autorità per l'Energia Elettrica che lo ha utilizzato in parte come magazzini, officine e mensa. Nascosto dalla strada dalla centrale elettrica l'esistenza del mulino è stata in gran parte dimenticata dal grande pubblico fino a quando la centrale fu demolita nel 1970. In seguito sono partiti i lavori di trasformazione in museo, e l'apertura il 29 novembre 1974.

## Chiusura
Il Derby City Council ha chiuso il museo il 3 aprile 2011 al fine di liberare mezzi finanziari per la riqualificazione di questo ed altri musei cittadini. Nel punto 7 della riunione tenutasi il 26 ottobre 2010) si è rilevato che a fronte della perdita di alcuni posti di lavoro fissi si libereranno 197.000 sterline all'anno, che permetterebbe di attenuare la perdita dei finanziamenti del "Renaissance Programme" . Nessuna data per la riapertura del museo è stata data, anche se si ipotizza un periodo di due anni.